# كول غروسمان
كول غروسمان (بالإنجليزية: Cole Grossman)‏ (10 أبريل 1989 بسانت لويس في الولايات المتحدة - ) هو لاعب كرة قدم أمريكي في مركز الوسط. لعب مع ريال سالت ليك وكولومبوس كرو ونادي ستابك ونادي شمال كارولاينا وNorth Carolina FC U23 ‏.

## روابط خارجية
- كول غروسمان على موقع الدوري الأمريكي (الإنجليزية)
- كول غروسمان على موقع قاعدة بيانات كرة القدم.إي يو (الإنجليزية)
- كول غروسمان على موقع Soccerway.com (الإنجليزية)